# Tilman Günther
Tilman Günther (ur. marzec 1969 w Halle (Saale), w NRD) – niemiecki aktor filmowy i teatralny znany przede wszystkim z filmu „Marsz Radeckiego”.

## Życiorys
Urodził się w marcu 1969 r. w Halle jako drugi z czwórki braci. Od 1990 do 1994 r. studiował aktorstwo w Instytucie Teatralnym „Hans Otto” w Lipsku. Już podczas studiów był angażowany do występów teatralnych i filmowych. Jego pierwszą wielką rolą, z której jest najlepiej pamiętany, była rola barona Carla Josepha von Trotty w austriackim miniserialu pt. „Marsz Radeckiego”, kręconym w latach 1993-1994. Od 1995 r. jego repertuar obejmował występy teatralne w Poczdamie, Dreźnie, Berlinie i Hamburgu oraz role filmowe i telewizyjne. Aktor zaangażowany jest także w projekty socjane, m.in. jest sponsorem dziecka z Etiopii. Sam jest ojcem dwojga dzieci. Mieszka w Berlinie. Od 1998 r. pracuje także gościnnie jako wykładowca w szkole filmowej.

## Filmografia
- 1993/94: Marsz Radeckiego
- 1995: Ich begehre dich
- 1997/98: Vater wider Willen
- 1998: Tatort-Tanz auf dem Hochseil
- 2000: Abschied. Brechts letzter Sommer
- 2000: Beziehungsweise
- 2000: Klinikum Berlin-Mitte
- 2000: Zwei alte Gauner
- 2001: Das Duo
- 2001: Die Cleveren
- 2002: Das Duo – Tod am Strand
- 2002: Die Anstalt – Zurück ins Leben
- 2002: Nicht ohne meinen Anwalt
- 2011: Ich kann auch singen
- 2012: Alycios Liebe
- 2012: Schneeweißchen und Rosenrot
- 2013: Sex gehört zur sozialen Hygiene